# Wake Me Up (Avicii)
Wake Me Up è un singolo del DJ svedese Avicii, pubblicato il 17 giugno 2013 come primo estratto dal primo album in studio True.
Il brano è stato descritto come "l'Inno dell'estate 2013" da Variance Magazine ed è stato utilizzato da Avicii come brano iniziale o finale delle proprie performance durante EDC Las Vegas, EDC London, Tomorrowland, Creamfields, Electric Zoo e iTunes Festival.

## Descrizione
La canzone è stata composta da Avicii con la partecipazione vocale di Aloe Blacc e strumentale di Mike Einziger (chitarrista del gruppo statunitense Incubus). Aloe Blacc pubblicherà in seguito la propria versione vocale del brano.

## Successo commerciale
Il brano ha ottenuto un enorme successo a livello internazionale, diventando il singolo di maggior successo del disc jockey. Avicii ha introdotto Wake Me Up sul palco dell'Ultra Music Festival a Miami. 
Inoltre, la canzone è entrata a far parte della colonna sonora di PES 2015, videogioco di calcio della Konami.

## Video musicale
Il 29 luglio 2013 viene pubblicato il videoclip della canzone su YouTube. Le protagoniste del video, girato nella cittadina di Piru (a nord di Los Angeles in California) e nella stessa Los Angeles, sono la modella russa Kristina Romanova e la statunitense Laneya Grace.
Nel videoclip sono presenti anche alcuni messaggi promozionali di Denim&Supply di Ralph Lauren e dello smartphone Sony Xperia Z.
Il video ha ottenuto un grande successo su YouTube, infatti il 18 luglio 2016 ha raggiunto il traguardo di un miliardo di visualizzazioni.

## Versioni alternative
Aloe Blacc ha realizzato una versione acustica del brano, in cui la componente folk prende il sopravvento su quella dance senza tuttavia sopprimerla del tutto. Questa versione di Wake Me Up è inserita nell'EP eponimo e nell'album Lift Your Spirit, entrambe pubblicazioni di Blacc.

## Accoglienza
Robert Copsey di Digital Spy ha scritto una recensione favorevole del brano: "In un periodo in cui la musica dance elettronica che strizza un occhio alle classifiche continua a raggiungere gli angoli più remoti del globo come questo, elevarsi al di sopra della massa non è compito facile – specialmente quando sempre più artisti entrano in gioco sfoderando mix con schiere di partecipanti, testi stanchi e breakdown strumentali poco ispirati, e i nuovi arrivati sulla scena li seguono a ruota con cieco entusiasmo. Complimenti ad Avicii quindi, che ha osato provare qualcosa di un po' diverso per la sua ultima uscita. "So wake me up when it's all over / When I'm wiser and I'm older" (E allora svegliami quando sarà tutto finito / Quando sarò più saggio e sarò più vecchio) canta la voce di Aloe Blacc sovrapposta a una chitarra dal sapore di musica country informatizzata che suona come i Mumford & Sons velocizzati".

## Classifiche

### Classifiche settimanali
| Classifica (2013-23) | Posizione massima |
| -------------------- | ----------------- |
| Australia            | 1                 |
| Austria              | 1                 |
| Belgio (Fiandre)     | 1                 |
| Belgio (Vallonia)    | 1                 |
| Bielorussia          | 152               |
| Bulgaria             | 1                 |
| Canada               | 2                 |
| Croazia              | 1                 |
| Danimarca            | 1                 |
| Estonia              | 4                 |
| Finlandia            | 1                 |
| Francia              | 1                 |
| Germania             | 1                 |
| Grecia               | 34                |
| Irlanda              | 1                 |
| Islanda              | 1                 |
| Italia               | 1                 |
| Kazakistan           | 193               |
| Lettonia             | 14                |
| Libano               | 1                 |
| Lussemburgo          | 1                 |
| Norvegia             | 1                 |
| Nuova Zelanda        | 1                 |
| Paesi Bassi          | 1                 |
| Polonia              | 1                 |
| Portogallo           | 22                |
| Regno Unito          | 1                 |
| Repubblica Ceca      | 4                 |
| Russia               | 1                 |
| Slovacchia           | 22                |
| Slovenia             | 1                 |
| Spagna               | 1                 |
| Stati Uniti          | 4                 |
| Svezia               | 1                 |
| Svizzera             | 1                 |
| Ucraina              | 10                |
| Ungheria             | 1                 |

### Classifiche di fine anno
| Classifica (2013) | Posizione |
| ----------------- | --------- |
| Australia         | 4         |
| Austria           | 1         |
| Belgio (Fiandre)  | 1         |
| Belgio (Vallonia) | 8         |
| Canada            | 7         |
| Danimarca         | 2         |
| Finlandia         | 1         |
| Francia           | 6         |
| Germania          | 1         |
| Irlanda           | 3         |
| Italia            | 2         |
| Messico           | 10        |
| Norvegia          | 1         |
| Nuova Zelanda     | 8         |
| Paesi Bassi       | 1         |
| Polonia           | 10        |
| Portogallo        | 3         |
| Regno Unito       | 3         |
| Russia            | 11        |
| Slovenia          | 1         |
| Spagna            | 5         |
| Stati Uniti       | 19        |
| Sudafrica         | 3         |
| Svezia            | 1         |
| Svizzera          | 1         |
| Ucraina           | 39        |
| Classifica (2014) | Posizione |
| Belgio (Fiandre)  | 30        |
| Belgio (Vallonia) | 27        |
| Canada            | 21        |
| Francia           | 68        |
| Germania          | 92        |
| Italia            | 45        |
| Paesi Bassi       | 44        |
| Regno Unito       | 70        |
| Russia            | 21        |
| Slovenia          | 17        |
| Spagna            | 46        |
| Stati Uniti       | 22        |
| Svezia            | 8         |
| Svizzera          | 34        |
| Ucraina           | 48        |
| Ungheria          | 14        |
| Classifica (2015) | Posizione |
| Francia           | 176       |
| Classifica (2018) | Posizione |
| Svezia            | 15        |
| Classifica (2019) | Posizione |
| Svezia            | 59        |
| Classifica (2021) | Posizione |
| Svezia            | 94        |
| Classifica (2022) | Posizione |
| Australia         | 100       |

### Classifiche di fine decennio
| Classifica (2010-19) | Posizione |
| -------------------- | --------- |
| Australia            | 11        |
| Germania             | 4         |
| Norvegia             | 4         |
| Regno Unito          | 13        |
| Russia               | 14        |
| Stati Uniti          | 57        |
| Ucraina              | 167       |

### Classifiche di tutti i tempi
| Classifica             | Posizione |
| ---------------------- | --------- |
| Regno Unito            | 43        |
| Classifica (1958-2018) | Posizione |
| Stati Uniti            | 328       |